# راسل اسپرینگز (کنتاکی)
راسل اسپرینگز (به انگلیسی: Russell Springs) شهری در ایالت کنتاکی کشور ایالات متحده آمریکا است که جمعیت آن در سرشماری سال ۲۰۱۰ میلادی، ۲٬۴۴۱ نفر بوده‌است.